# Macerone
Macerone (E' Masròn in romagnolo) è una frazione del comune di Cesena, in provincia di Forlì-Cesena. Dista all'incirca 8 km dal centro cesenate e altrettanti dal vicino comune costiero di Cesenatico, con il quale la frazione confina.

## Geografia fisica
Sorge lungo la sponda sinistra del torrente Pisciatello, a 8 km a nord-est dal centro di Cesena. L'abitato, sviluppatosi principalmente lungo l'ex strada statale 304, è compreso tra il tracciato dell'A14 a ovest e il confine comunale con Cesenatico a est.

## Origini del nome
Il nome deriva dalla parola "macero". Prima della bonificazione all'inizio del Novecento la zona in cui sorge il paese era paludosa e caratterizzata da numerosi maceri, grandi e profonde vasche scavate nel terreno, rivestite di mattoni e mantenute piene d'acqua, utilizzate per il processo di macerazione della canapa, principale risorsa della zona nell'Ottocento e nei primi anni del Novecento.

Durante il XX secolo quasi tutti i maceri sono stati smantellati e, attualmente, ne rimangono in zona solamente cinque, a testimonianza della vita contadina dei tempi passati.

## Storia

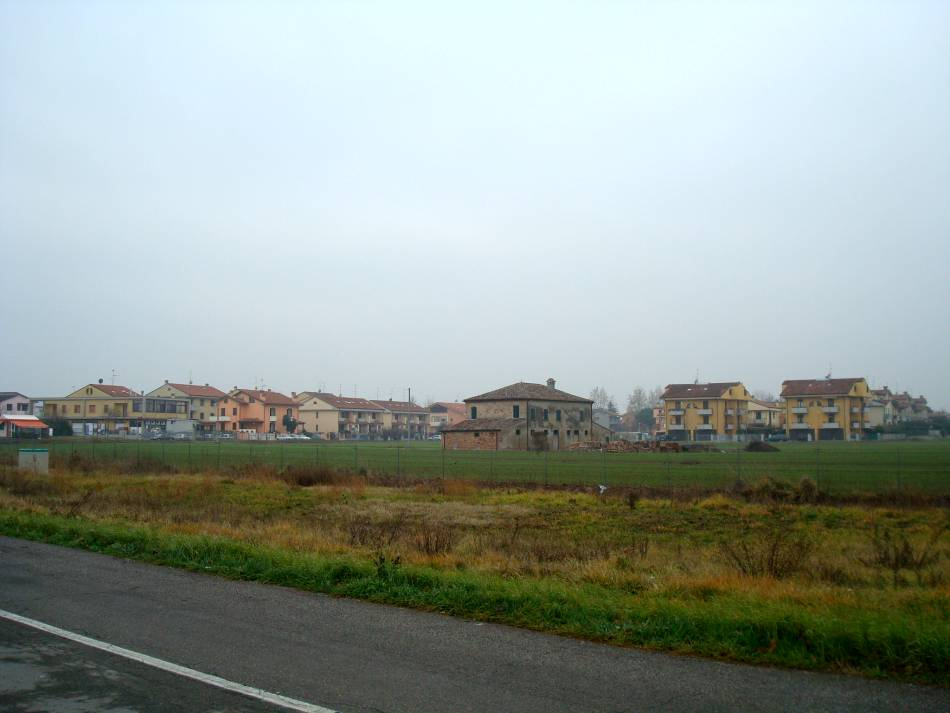
Zona Peep di Macerone

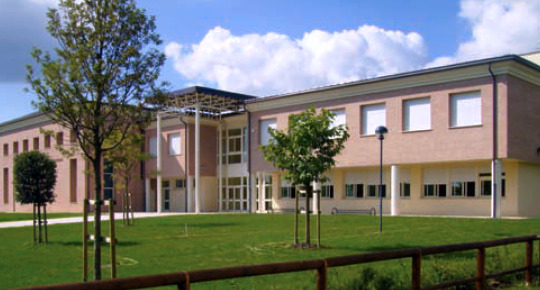
Scuola Primaria di Macerone

Fino all'Ottocento la zona in cui è attualmente sito il paese era prettamente paludosa e  semidisabitata. Recava comunque l'impronta della storia: la zona confinante tra Macerone e Gattolino (zona di via Sant'Agà), infatti, rappresenta uno degli ultimi tasselli della centuriazione romana che ha caratterizzato le zone pianeggianti delle campagne romagnole.
La borgata nasce nella seconda metà dell'Ottocento e si sviluppa progressivamente arricchendosi di edifici residenziali e servizi.
Negli anni ottanta del Novecento è stato costruito il primo grande complesso residenziale (il Peep), mentre agli inizi degli anni novanta è stata inaugurata la locale zona artigianale.

## Monumenti e luoghi d'interesse
- Chiesa del Sacro Cuore di Gesù